# Congerville-Thionville
Congerville-Thionville ist eine französische Gemeinde mit 212 Einwohnern (Stand: 1. Januar 2022) im Département Essonne in der Region Île-de-France; sie gehört zum Arrondissement Étampes und zum Kanton Étampes. Die Einwohner werden Congervillois-Thionvillois genannt.

## Geographie
Congerville-Thionville liegt etwa 59 Kilometer südsüdwestlich von Paris und etwa 14 Kilometer südwestlich von Étampes. Umgeben wird Congerville-Thionville von den Nachbargemeinden Mérobert im Norden, Chalou-Moulineux im Osten, Pussay im Süden, Gommerville im Südwesten sowie Oysonville im Westen.
Durch die Gemeinde führt die frühere Route nationale 838 (heutige D838).

## Geschichte
Die beiden Gemeindeteile Congerville und Thionville sind im 12. bzw. 13. Jahrhundert erstmals urkundlich erwähnt worden. Zusammengeschlossen wurden die Kommunen 1973.

## Bevölkerungsentwicklung
| Jahr                       | 1962 | 1968 | 1975 | 1982 | 1990 | 1999 | 2006 | 2012 | 2019 |
| Einwohner                  | 194  | 178  | 176  | 159  | 187  | 225  | 221  | 232  | 216  |
| Quellen: Cassini und INSEE |      |      |      |      |      |      |      |      |      |

## Sehenswürdigkeiten
- Kirche Saint-Gilles
- Der Dolmen le Grès de Linas aus der Jungsteinzeit; seit 1970 Monument historique

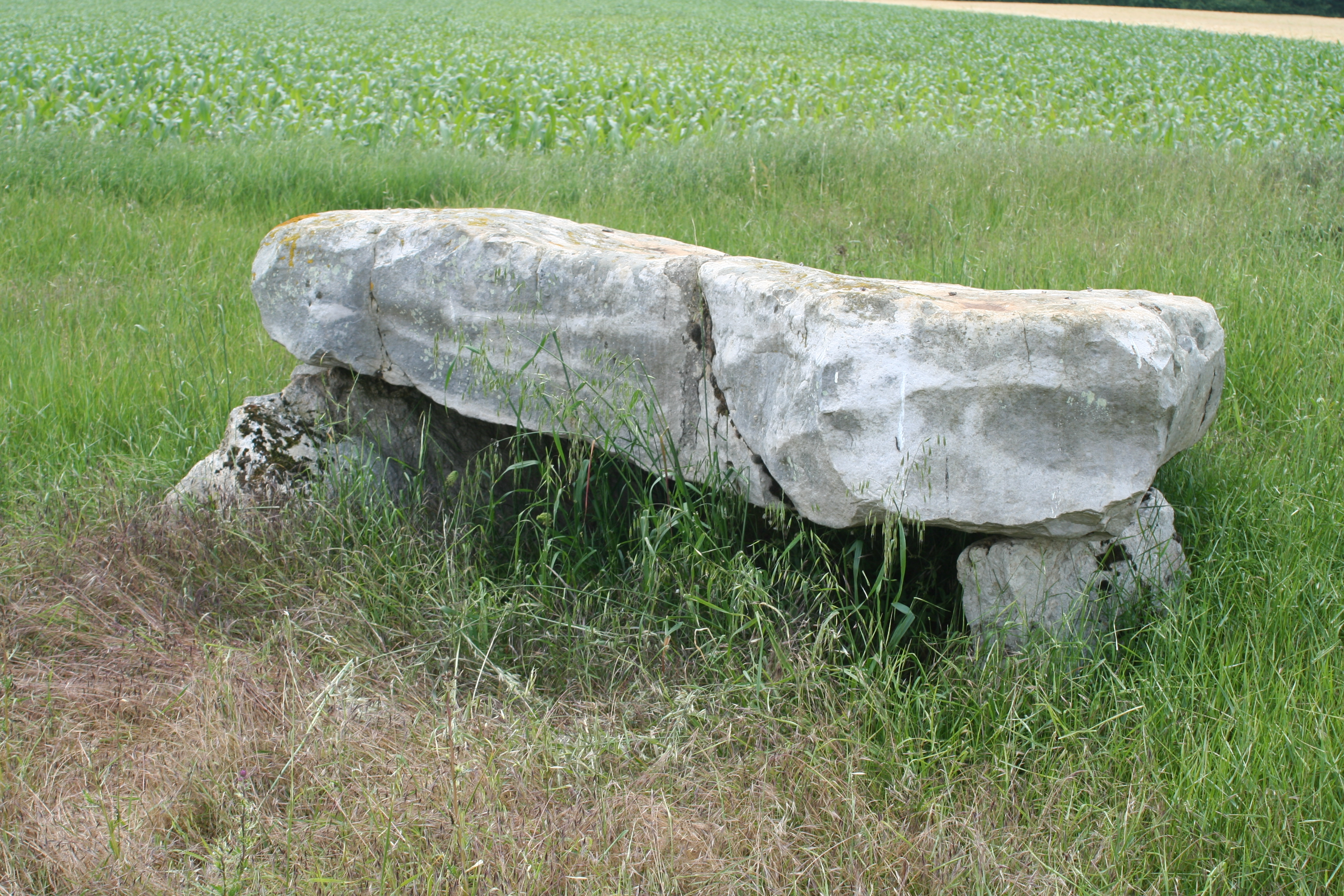
Dolmen le Grès de Linas